# バイオハザード RE:3
『バイオハザード RE:3』（BIOHAZARD RE:3, 英語版タイトル：RESIDENT EVIL 3）は、2020年4月3日にカプコンから発売されたサバイバルホラーゲーム。『バイオハザード3 LAST ESCAPE』（以下『3』）のリメイク作品でもある。Apple（Mac/iPhone/iPad）版では2025年3月18日に発売された。
2019年に発売された前作『バイオハザード RE:2』（以下『RE:2』）から続くREシリーズ2作目となる。
本作のキャンペーンモードは『3』のリメイクに相当しており、物語の大筋は『3』と同じであるが、主要人物のジルや特定の人物の行動や顛末、ネメシスの武器や、形態変化後の容姿などは大幅に変更されている。
本作では本ゲームとは別に、『バイオハザード レジスタンス』が同伴されている。
上記のように仕様が変更された一方、『3』に搭載されていたライブセレクションや「THE MERCENARIES OPERATION MAD JACKAL」は削除されている。

## 沿革
- 2019年
  - 8月29日 - 新規プロジェクト『PROJECT RESISTANCE』のティザーサイトが公開される[11]。この時点ではタイトルのみで詳細不明。東京ゲームショウ2019 (TGS2019) の会場でのテストプレイヤーの公募を開始。
  - 9月10日 - ティザーサイトにて4人の若者がバイオハザードシリーズのクリーチャーと戦う映像が公開される[12]。
  - 9月12日 - TGS2019にてプレイアブル出展が実施。また同日のカプコンステージでカプコンは、『PROJECT RESISTANCE』がバイオハザードシリーズの世界観においてマスターマインド（施設管理者）1名とサバイバー（捕らわれた一般人）4名が対決する非対称オンライン対戦サバイバルホラーであることを発表[13]。ステージ上でプロデューサーの川田将央が、本作にはオンライン対戦モードのほかに「オフラインのキャンペーンモード」も存在するとコメント[14]。
  - 12月10日 - ソニー・インタラクティブエンタテインメントのプレゼンテーション番組「State of Play」にて、『バイオハザード3 LAST ESCAPE』のリメイク作品『バイオハザード RE:3』を2020年4月3日に発売すると発表。『PROJECT RESISTANCE』は正式名称である『バイオハザード レジスタンス』と改名し、『バイオハザード RE:3』はその中に含まれるキャンペーンモードという位置づけとなる[15]。
- 2020年
  - 1月15日 - ネメシスを含めたキャラクターの詳細が発表される[16][17][18]。
  - 3月19日 - 『バイオハザード RE:3』の体験版である『BIOHAZARD RE:3 Raccoon City Demo』が配信[19][20]。なお、PC (Steam) 版の配信は2020年3月20日[19]。
  - 3月27日 - 『バイオハザード レジスタンス』のオープンベータテストが開始されたが、PS4版に不具合が発生したことから原因究明のため、PC版共々延期された[21]。
  - 4月3日 - 発売。

## 製作
『バイオハザード7 レジデント イービル』『バイオハザード RE:2』に引き続き、国内での製品は、CEROのレイティング区分が「D」（17歳以上対象）に準拠した通常版『バイオハザード RE:3』と、「Z」（18歳以上のみ対象）に準拠した『バイオハザード RE:3 Z Version』の2ラインナップで行うことが発表された。また、日本語音声も収録されることが決定した。

### 企画
前作『RE:2』が好評だったことに加え、ファンから『3』のリメイクの要望が多数寄せられたことを受け、本作『RE:3』の開発が決定した。『RE:2』は2人の主人公のシナリオが収録されているうえ、クリア後に解放される2ndルートも存在するため、1人の主人公のシナリオしか収録されていない『3』をそのままリメイクすると、『RE:2』から見劣りする可能性があった。そのため、『RE:3』本編に相当する内容を「キャンペーンモード」として開発し、オンライン対戦モードである「レジスタンス」の開発を並行して進めることにした。これらの2モードは「脱出」をテーマにしている点では共通している一方、双方の連動性はなく、カプコンと共同で開発した相手も異なる。

### 開発
キャンペーンモードの開発はエムツーが主幹となって進められ、REエンジンを開発したケーツーに加え、ディレクターの坂田聖彦 をはじめとする、『3』のスタッフも開発に参加した。キャンペーンモードのシナリオや設定は、『3』の内容を踏襲しつつもアレンジが施された。
『RE:2』ではゾンビの怖さに重きが置かれた一方、本作ではアクションに重きが置かれており、ゲームバランスの調整には時間がかかった。特に、緊急回避の調整には時間をかけており、便利すぎるということで、緊急回避自体を廃止したほうが良いのではないかという意見が出ることもあった。そのため、緊急回避後のアクションを控えめにし、緊迫感を出す試みが行われた。同様の理由から、主人公であるジルの服装は激しい動きをしても不自然さのないものに変更された。開発スタッフはジルのデザインを変更する際、ファンが抱く「強い女性」というイメージを崩さないように細心の注意を払った一方、『3』での衣装についても予約特典という形で用意した。また、ジルを一人の女性として描き、彼女が置かれた危機をプレイヤーが共感できるようにするという方針から、卵を産み付けられる「パラサイト」という状態異常が追加された。
主要人物のひとりであるカルロスは、『3』から大幅に容姿が変更された一方、性格については『3』のままである。ブラッドはオリジナル版『バイオハザード』にてS.T.A.R.S.の仲間を置き去りにして逃げる場面があった一方、本作では仲間の生き残りを救うべく奔走する姿が描かれる。
ジルたちを追い詰める生体兵器・ネメシスは、試作品という設定を反映し、奇妙な機械や拘束服を身につけた異形の怪物としてデザインされ、素体がタイラントであることを示すために鼻が描かれた。本作は『RE:2』よりも広い場所を舞台としているため、ゾンビの動きはさらに俊敏であると設定された一方、同作を超える個体数が登場するため、防御値がそれよりも若干低く設定された。また、見た目で判断しやすくするため、ゾンビの種類ごとに異なるパラメーターが割り振られた。
本作の舞台であるラクーンシティの光景はオリジナル版のイメージを尊重しつつも、本来の街の姿を作ってから荒廃させていくという手法が取られた一方、最初から荒廃した光景が作られる場合もあった。本作のリードアーティストである佐々木光典は、リアリティとゲーム性のバランスを保つのに苦労したと『ファミ通』での座談会の中で振り返っており、デザイナーがゲームとは無関係のところを作りこんだこともあったと振り返っている。
本作では入手できる弾薬に制限があることから、ナイフの耐久値は廃止された。

### 広報
本作のPVは、ストーリーの背景としてラクーンシティの状況を前面に出した内容となった。また、前作との関連性をわかりやすくするため、本作のPVには前作の場面が表示された後に日付が巻き戻される演出が施された。この演出を提案したのは、カプコンCS第一開発部統括の竹内潤である。

## 製品展開
バイオハザード RE:3
- パッケージ版 (PS4)
- デジタル版 (PS4, Xbox One, Steam)
- COLLECTOR'S EDITION (PS4)
- ラクーンシティエディション (RACCOON CITY EDITION) (PS4, Xbox One, Steam)

バイオハザード RE:3 Z Version
- パッケージ版 (PS4)
- デジタル版 (PS4, Xbox One, Steam)
- COLLECTOR'S EDITION (PS4)
- ラクーンシティエディション (RACCOON CITY EDITION) (PS4, Xbox One, Steam)

## 難易度
難易度は前作『RE:2』と同じく、簡単な順に「ASSISTED」、「STANDARD」、「HARDCORE」の3つが用意されている。いずれの難易度も、オートセーブがある。各難易度の特徴は以下の通り。
「ASSISTED」
- 敵の攻撃力と耐久力が低くなる
- マップに配置される弾薬や回復アイテムの数が多くなる
- ガンパウダー調合の際に入手できる弾数が多くなる
- 心電図が「DANGER」になった時に「CAUTION」まで自動回復する
- 銃の照準のサポート（自動照準）がある
- ジルの初期装備にアサルトライフルが追加される

「STANDARD」
- 上記「ASSISTED」でのサポート機能がない
- 敵の攻撃力と耐久力が標準的
- 死亡した時に任意で難易度を「ASSISTED」に下げることができる

「HARDCORE」
- 敵の攻撃力と耐久力が高くなる
- マップに配置される弾薬や回復アイテムの数が少なくなる
- ガンパウダー調合の際に入手できる弾数が少なくなる

前作までの難易度及びクリアランクに応じた隠し要素の開放システムは撤廃され、トロフィーを取得することでポイントを稼ぎ、そのポイントを消費して隠し要素を開放する形となった。そのため、無限武器等の要素については難易度関係なしに開放可能。
上記3つの難易度のほか、一定の条件を満たすと、さらに難易度の高い「NIGHTMARE」と「INFERNO」をプレイできるようになる。これらはシリーズ上級者向けの難易度と表示されている。
「NIGHTMARE」
- 敵の攻撃力がHARDCOREよりも強くなり、攻撃動作も激しくなる
- NE-α寄生体の出現数が増える
- アイテムやクリーチャーの配置がHARDCORE以下の難易度と異なる

「INFERNO」
- 敵がNIGHTMAREよりさらに強くなる
- オートセーブが無くなる
- マップに配置されるタイプライターの数が少なくなる

なお、本作では全難易度共通でショップ購入アイテムを使用した場合でもクリアランクSの取得が可能となっている。

## 登場人物
声は、英語版 / 日本語版の順である。

### 主人公
ジル・バレンタイン (Jill Valentine)
声 - Nicole Tompkins / 湯屋敦子
ラクーン市警の特殊部隊S.T.A.R.S.アルファチームでリア・セキュリティを担当する23歳の女性。
事件の原因がアンブレラ社にあることを突き止め、告発するべく準備を進めていたが、市内のバイオハザードに直面し住んでいたアパートをネメシスに強襲され、絶望的状況からの脱出を試みる。

### U.B.C.S.（アンブレラ・生物災害対策部隊）
カルロス・オリヴェイラ (Carlos Oliveira)
声 - Jeff Schine / 安元洋貴
アンブレラの私設部隊U.B.C.S.隊員である21歳の青年。
U.B.C.S.とジルを引き合わせた人物でもある。
持ち前の勇敢さと正義感で、生存者の救助に奔走する中、ジルと出会う。
ミハイル・ヴィクトール (Mikhail Victor)
声 - ウィリアム・ホープ / 玉野井直樹
U.B.C.S.デルタ小隊隊長。45歳。
腹部を負傷しているが、市民を脱出させるべく指揮を執る。知能を持たないゾンビに部隊が待ち伏せされていたことに疑問を持っており、ニコライを訝しんでいた。
電車を出発させて市外への脱出を図るも、車両を襲撃したネメシスに触手で体を貫かれ、道連れにするべく爆弾の起爆スイッチを押して爆死した。
ニコライ・ジノビエフ (Nicholai Ginovaef)
声 - ニール・ニューボン / 三宅健太
U.B.C.S.デルタ小隊B分隊隊長。35歳の白人男性。
高い戦闘技術を持つが、金銭や己の命を第一に考え、そのためなら平気で他人を犠牲にする冷酷な性格の持ち主。物語の後半ではジルと明白に敵対し、行動を妨害するようになる。
最後はジルとカルロスに脱出手段を奪われ、負傷して身動きできない状態で置き去りにされ、生死不明となった。
タイレル・パトリック (Tyrell Patrick)
声 - Sterling Sulieman / 遠藤大智
U.B.C.S.デルタ小隊A分隊所属。32歳の黒人男性。
歴戦の傭兵でありカルロスとの信頼関係が厚く、PCを駆使してハッキングするなど後方支援にも長ける。
オリジナル版では登場後すぐに死亡していたが、本作ではカルロスやジルとも共闘する。
最後はネメシスの触手で胸を貫かれ、ジルに逃げるよう言い残して死亡した。
マーフィー・シーカー (Murphy Seeker)
声 - トッド・ハバーコーン / 岡井カツノリ
U.B.C.S.デルタ小隊A分隊所属。27歳。
優秀なスナイパーだが、市街地での戦いで重傷を負う。身動きが取れなくなっているところをジルに発見され、ウィルスに感染していないと懸命に主張しながら手当を受けていたが、偶然やってきたニコライに命乞い虚しく射殺されてしまう。日記によれば、ギャングを20人殺した罪で無期懲役囚として刑務所に服役していたところを、アンブレラにヘッドハントされたらしい。

### その他
ブラッド・ヴィッカーズ (Brad Vickers)
声 - Darren O'Hare / 高木渉
ジルと同じS.T.A.R.S.のメンバーで、リア・セキュリティ担当。
ジルと共にラクーンシティからの脱出を試みる。オリジナルとは違い小心者としての描写は抑えられ、洋館事件後に臆病な態度を取った自分を恥じてジルに密かに謝罪と激励のメッセージを送るなど、臆病ながらも正義感はしっかりと持ち、いざとなれば危機に勇敢に立ち向かうこともできる人物として描かれている。
また『3』ではネメシスに襲われて死亡するが、本作ではジルを助けようとしてゾンビに噛まれたことでt-ウイルスに感染し、後にゾンビ化して、警察署の正門前でマービンに襲い掛かる。
ダリオ・ロッソ (Dario Rosso)
声 - Rick Zieff / 高岡瓶々
アップタウンの倉庫で出会う民間人。ヘリでの脱出を勧めるジルの説得を頑なに拒み、コンテナに閉じこもってしまう。その扉を銃で撃つと弁護士を立てて訴えるぞと喚く。『3』とは異なり、その後の生死は不明。
ロバート・ケンド (Robert Kendo)
声 - Ken Lally / 田中英樹
ラクーン市警の裏通りにあるガンショップ「ケンド鉄砲店」の店主。日系人。S.T.A.R.S.メンバーからの信頼が厚く、ジルからも「最高のガンスミス」と言われている。
下水道の管理人にリユース品のグレネードランチャー（後に本作でのジルの武器になる）を納品しており、ランチャーと共にロバートが書いた送り状が置かれている。
脱出を拒んで店舗裏手の部屋に閉じこもるが、『RE:2』ではその理由が描かれている。
マービン・ブラナー (Marvin Branagh)
声 - Christopher Mychael Watson / 小松史法
ラクーン市警の警部補。黒人男性。
前作で負っていた腹部のケガは、ゾンビ化したブラッドに遭遇し、射殺しようとして「許してくれ」と声を掛けた際、ブラッドがオウム返しに発した「許してくれ」という言葉に動揺した間に噛まれて負ったものであることが本作で判明する。
ナサニエル・バード (Nathaniel Bard)
声 - ウィリアム・ホープ / 浦山迅
スペンサー記念病院の主任研究員で、生物学博士。病院内でも強い権力を持ち、院内に自分の研究室を持っている。しかし、実態はアンブレラ社の研究員であり、病院の地下にあるアンブレラ社の研究所「NEST2」にてt-ウイルスのワクチンの開発を行っている。
上院議員のグレッグと繋がっており、彼に金を渡して新薬に関わる法案を議会に通させたりしている。無類の女好きであり、権力者との食事会の際に毎回、食事後にグレッグに好みの女性を連れて来させてホテルのスイートルームで過ごしていた。また、病院の看護師に対して度々セクハラやパワハラをしており、看護師たちにその暴言をテープに録音されている。
アンブレラのヨーロッパ支社に所属するネメシスの開発責任者ハーマン・フランクルとも親しい間柄で、彼に対しネメシスの開発成功を祝うメッセージを送っている。そのメッセージでは、アンブレラが研究方針を制御が容易なウイルスから不確定要素が多い寄生生物の利用にシフトしたことに対する懸念の意も示している。
ラクーンシティでバイオハザードが発生してからは、病院内もゾンビで溢れたため脱出できず、研究室に閉じこもってラクーン市警に救助要請の連絡を取り続けていた。その一方で、一人分のワクチンサンプルを用意してこれをグレッグのためだと言って彼に救助を要請するメールを出したり、パソコンにアンブレラ社の実態やラクーンシティ壊滅の原因を告発するビデオメッセージを残していた。しかし、その後に何者かに頭を撃ち抜かれて死亡。カルロスが研究室を訪れた時には物言わぬ遺体となっていた。
グレッグ・テスター
ファイル内で名前が登場する、ナサニエル・バードと繋がっている合衆国上院議員。バードとは友人の間柄で、「ネイト」のニックネームで呼んでいる。権力者が集まる食事会にバードを招待し、その際には毎回、食事後にバードに彼好みの女性を用意していた。
マット・ゴーキス (Matt Gorkis)
オープニングに登場するアンブレラ社の研究員。

## 登場クリーチャー
『RE:2』と同様、『3』から登場するクリーチャーが絞られている。クロウ、ブレインサッカー、大クモ、スライディングワーム、グレイブディガーが未登場。その一方、『3』に登場しなかったリッカーが警察署のステージで登場している。

### 二次感染で誕生した生物
ゾンビ (Zombie)
t-ウイルスに感染したラクーンシティの市民の成れの果て。本作ではゾンビの性別や体格などで個体差がある。
ゾンビ犬 (Zombie Dog)
『RE:2』にも登場した、ゾンビ化した犬。動きが俊敏であるために捉えにくい。
リッカー (Licker)
『RE:2』にも登場した、ゾンビがさらにt-ウイルスに侵食されて変異した個体。
丸出しになるほどの脳の発達により視覚を失ったものの、優れた聴覚によって獲物を認識できる。脳と筋肉が露出しており、発達した舌や爪で攻撃してくる。
ドレインディモス (Drain Deimos)
ノミの仲間の昆虫がt-ウイルスによって巨大化したもの。
変電所を巣にして大量発生している。本作では、攻撃の際に人間の口へ器官を挿入して体内に産卵する。これを受けると心電図が「Parasite」状態になり、継続的にダメージを受け続けるほか、ダッシュや回避ができなくなる。治療するにはグリーンハーブが有効であるとゲーム内の資料では説明されているが、実際には救急スプレーでも治療可能。治療せずに一定時間が経過すると、孵化した無数の幼虫に腹を食い破られ死亡してしまう。
NE-α寄生体
ネメシスに寄生体を植え付けられたゾンビ。
頭部が寄生体に支配されて肉塊状に変異しており、そこから長い触手で中距離攻撃を繰り出す。弱点は頭部のオレンジ色の核だが、普段は硬い外殻に守られている。プレイヤーに掴みかかるとオレンジ色の核を吸盤状に変化させ、プレイヤーの頭に吸い付いてくる。残り体力が少ないと頭を完全に飲み込まれ、寄生体の部分がゾンビからプレイヤーに乗り移り、プレイヤーがNE-α寄生体と化して死亡扱いとなる。

### 実験体
ペイルヘッド (Pale Head)
『RE:2』のDLC「The Ghost Survivors」で登場したクリーチャー。
ゾンビの変異体で、体色が白く目がないのが特徴。高い再生能力を持っており、多少のダメージならすぐに回復してしまう。そのため、高威力の武器でないと仕留めるのは困難。

### 生物兵器B.O.W.
ハンターβ (Hunter β)
ハンターの亜種の一つ。主に病院で登場。
低コストでの量産とともに性能向上を図り、神経系を改良して銃弾を回避できるほどに瞬発力が高まった。プレイヤーに飛び掛かって鋭い爪で首を切り裂く攻撃を行い、これを受けると即死となる。グレネードランチャーの硫酸弾が有効。
ハンターγ (Hunter γ)
ハンターの亜種の一つ。主に下水道で登場。両性類の遺伝子が組み込まれている。
『3』から大幅に容姿が変更され、手が他のハンターよりも退化して小さくなったが、口は大きくなっている。口内には無数の牙が生えた4つの花弁のような器官があり、この器官が弱点。プレイヤーが近距離にいると丸飲みにしようとし、これを受けると即死となる。グレネードランチャーの焼夷弾が有効。下水道の構造を完全に把握しており、下水道内を縦横無尽に移動しながら捕食対象を襲撃するため、下水道の職員が度々餌食になる事態が発生していた。
元はアンブレラ社の研究施設で開発が進められていたが、熱への耐性の低さと捕食の際に弱点の器官を露出させてしまう無防備さが問題となり、廃棄が決定した。
開発担当だった研究員のローガン・カーライルは、この決定に反発し、密かにラクーンシティの下水道内に研究室を構え、会社を見返すためにハンターγの研究開発を続けていた。醜悪な見た目に反して「飼い主」に懐くなどの知性を有していたことが彼の文書から判明する。
ネメシス (Nemesis)
アンブレラ社が生物兵器タイラントをベースに、その不安定さを改善すべく、「NE-α」を埋め込むことで改良して生み出した生体兵器。
指示された抹殺対象をどこまでも追跡し、火炎放射器やロケットランチャーなどの武器も扱えるほどの知能を有する。さらに多少の言葉を発することも可能である。また、自身の一部をゾンビに寄生させ、ゾンビをNE-α寄生体に変異させることができる。作中では以下の3形態が登場するが、容姿はどれも『3』から変更が加えられている。
第1形態
ネメシスの最初の形態。
現れた当初は黒い覆面のようなものを被っており、物語が進むにつれて覆面が外れ、素顔が分かるようになる。素顔はケロイドのような隆起が頭部全体に広がり、隻眼で曲がった位置に付いた鼻、異様に長く発達した歯が特徴となっている。服装は、黒い包帯をぐるぐる巻きにしたような形になっている。攻撃手段は素手による打撃に加え、火炎放射器やロケットランチャーを駆使した射撃を用いるほか、プレイヤーが逃げようとすると触手を伸ばして捕まえ、自身の方に引き寄せようとする。
ジルの乗る電車を襲撃した際、ミハイルの捨て身の自爆に巻き込まれて肉体に大ダメージを負い、全身火だるまになって近くの川へ転落。その後、水中でダメージの回復を図ると同時に第2形態へ変異する。
第2形態
ミハイルの捨て身の自爆で負ったダメージから回復し、橋の上にいたジルに再び襲撃を仕掛けた際の形態。
『3』では体中から触手が生えただけ、という変異だったが、本作では第1形態よりも体格が大きくなり、頭部からは眼や鼻が消失して口腔だけとなった。
手や足は以前の倍近い大きさに発達して手先には鋭い爪が生え、以前のように武器は扱えなくなったが、代わりに跳躍力と加速力を有するようになり、これを生かした攻撃を行う。体格の肥大化によって二足歩行では自重を支えきれなくなり、四足歩行の獣型になった。再生能力も高いようで、ジルに左の片腕を切断された際は触手の形をした新しい腕がすぐに生えている。この触手に変化した腕は伸縮自在であり、以後はこれを主な武器として駆使して攻撃を仕掛けてくる。
作中では2度対峙することになり、初戦は時計塔前の広場で、2回戦はNEST2で戦う。
2回戦で倒されると、イベントで溶解液を多量に流し込まれ、一度は溶解液の海に沈む。しかし、そのダメージを回復させつつ第3形態へ変異する。
第3形態
溶解液による大ダメージを回復させるため、さらなる変異と増殖を繰り返した結果、以前とは比べ物にならないほど体格が肥大化した形態。
出現当初は巨大な芋虫を彷彿とさせる肉塊のような姿をしているが、体の上部が開き、複数の巨大な触手を伸ばして壁に張り付くことで体勢を支え、第2形態に似た上半身を露にする。触手の形をした左腕は再び手の形を成した状態に戻った上で、両腕が以前よりさらに大きく長く発達し、その腕の下にも新たに短い手腕が生えている。また、『3』では存在しなかった頭部は破壊されなかったためそのまま存在している。
主な攻撃手段は、長大な手腕を床に叩きつける打撃や左右への振り回しと、ピンクの膿疱が破壊された際に飛び散らせる溶解液。また、巨大な手でジルを掴もうとしてくるが、掴まれるとそのまま握り潰されて即死となる。
肉体の所々にある複数のピンクの膿疱が弱点で、すべて破壊されると一時的にダウンする。難易度が高くなるほど、膿疱の数は多くなり、ダウンしている時間も短くなる。
これまでの形態とは異なり通常の武器では倒せず、倒すには専用のレールガンを数回撃ち込む必要がある。ジルにレールガンを数発撃ち込まれてダウンした後、銃口を口腔内に突っ込まれた状態でレールガンを放たれたことにより、上半身を吹き飛ばされて死亡する。

## 舞台
ジルの部屋〜アップタウン
ストーリーの最初のステージ。各種操作のチュートリアルを行う。『3』とは異なり、いきなりジルの部屋をネメシスが襲撃するため、ジルはアップタウンまで逃走することとなる。
地下鉄
U.B.C.S.がシェルター代わりに利用している地下鉄の駅。列車内に生存者を匿っている。
ダウンタウン
ラクーンシティの市街地。『3』のダウンタウンとはマップがまったく異なり、玩具店やドーナツ店・薬店・鉄道会社などの施設が存在する。大勢のゾンビが徘徊している。銃撃で起動する攻撃オブジェクトは、『3』と同様に付近の敵を爆発に巻き込めるドラム缶のほか、短時間の放電で敵を足止めできる発電機が配置されている。
変電所
鉄道に電力を供給している変電所。列車を動かすために電力を復旧させることが、探索の目的。停電の間にドレインディモスが巨大な巣を作っている。
鉄道会社
列車を管理する鉄道会社。奥の管制室で列車の運行経路を設定する。
下水道
ダウンタウンの地下を流れる下水道。『RE:2』の下水道とは異なる。ハンターγが多数出没する。
ダウンタウン裏
下水道から地上に出た先に存在する市街地。『RE:2』の警察署裏通りのマップと繋がっており、ケンド銃砲店にも行ける。
解体中のビル
下水道の出口の近くにあるビル。下水道から地上に出た直後にネメシスに追われ、逃げ込むことになる。ビルの屋上でネメシスとの戦闘になる。
ケンド銃砲店
『RE:2』にも登場したロバート・ケンドの銃砲店。
ケンドの家
銃砲店の隣にあるロバート・ケンドの家。
ラクーン市警察署
『RE:2』にも登場したラクーン市警の警察署。『3』と違い、本作ではカルロスで探索する。探索できるのは一部のマップだけであることと、S.T.A.R.S.オフィスを目的地としていることは『3』と同じ。
時計塔前の広場
市のシンボルとして市民に親しまれている「セントミカエル時計塔」の前の広場。列車が脱線した地下鉄トンネルから地上に出た先に存在する。『3』と異なり時計塔内の探索はできず、時計塔前の広場でネメシス第2形態と1回目の戦闘になる。
病院
カルロスがt-ウイルスに侵されたジルを運び込んだ病院で、正式名は「スペンサー記念病院」。スペンサー記念財団が設立した総合病院で、地域医療の中核を担う医療施設とされている。また、ラクーンシティやアメリカのみならず、世界の医療技術を一新する拠点と位置付けられている。高度な医療を受けられる「外来棟」と大規模な「入院棟」を有しており、最先端の医薬品臨床試験が可能な国内最大級の「研究棟」も併設されている。
『3』に登場した「ラクーンシティ総合病院」よりもマップが広くなっており、中庭も存在する。ゾンビのほか、ハンターβが徘徊している。
『3』と同様にカルロスで探索し、ジルを治療するワクチンを見つけることが探索の目的となる。また、治療後はジルでも探索できる。
地下施設
病院の地下に存在する巨大な倉庫。併設されているNEST2へ行くために、ヒューズを集めてエレベーターの電力を復旧することが探索の目的となる。
NEST2
地下施設に併設されているアンブレラ社の研究施設。正式名称は「t-ウイルス応用研究棟」。『RE:2』のNESTがアンブレラ社の中核施設であるのに対し、NEST2は技術の実用化を目指すための特殊な施設とされている。B.O.W.の製造が主要業務で、その他にt-ウイルスのワクチンや対B.O.W.用の特殊兵器の開発も行っている。
市民を救うためのワクチンを入手することが探索の目的となる。

## バイオハザード レジスタンス
『バイオハザード レジスタンス』は2020年4月3日に発売された非対称型サバイバルゲーム。本作『バイオハザード RE:3』に同伴されている。
インターネットでの対戦モードである。。同モードはマスターマインド1人とサバイバー4人の戦いを描いた非対称型対戦ゲームである。

### 開発（レジスタンス）
マルチプレイに対応したオンラインの対戦ゲームの開発には専門性が求められることから、レジスタンスの開発はネオバーズが担った。当初は、キャンペーンモードに近いシステムで別のシナリオをプレイするという計画が立てられていたが、繰り返し遊べるものにならず、最終的にはネオバーズ側のアドバイスで、マスターマインド1人とサバイバー4人の戦いを描いた非対称型対戦ゲームという形に落ち着いた。プロデューサーを務めたピーター・ファビアノは「『レジスタンス』の内容をシリーズの正史に含めることは不可能だ」としつつも、「シリーズゆかりのキャラクターが登場する内容にした」と述べている。もう一人のプロデューサーである川田将央は同モードをお祭りゲームだと称している。お祭りゲームとしての側面を示すものとして、サバイバーの戦法の多様性が挙げられており、ファビアノは「サバイバーは一般人だから、全員が銃を撃つよりも、打撃でゾンビを倒す人がいるほうが自然」という考えから、原作にはない接近戦を主体としたサバイバーを取り入れたとメディアのインタビューで述べている。また、皆で楽しめるようにするという方針から、本作は非対称型の対戦ゲームでありながらも、試合後には全員へ均等にボーナスポイントが入る仕組みが取られた。さらに、フレンド同士の八百長防止のため、ランダム以外のマッチングでは入手できるポイントを低く抑えるなどの制限が設けられた。
同様の理由から、マスターマインドの人選もシリーズゆかりの人物を中心に選ばれた。マスターマインドの立ち位置は、『バイオハザード リベレーションズ2』に登場したアレックス・ウェスカーをモチーフとしており、彼女本人がマスターマインドとして登場することは開発初期の段階から確定していた。また、オズウェル・E・スペンサーもマッドサイエンティストとしての描写が強かったことから、開発初期の段階でマスターマインド役で登場することが確定していた。これに対し、アネット・バーキンは、初出である『2』においてはマッドサイエンティストとして描写されていないものの、Gことウィリアム・バーキンとの組み合わせから、マスターマインドとして選ばれた。ダニエル・ファブロンは本作を初出とするキャラクターであり、マスターマインドの中では最後に作られた一方、情報が公開されたのは最初だった。
本作はマスターマインドがトラップカードを用いてサバイバーを陥れる仕組みとなっており、それぞれのマスターマインドが持つトラップカードの効力は、マスターマインドとしての経験に関連付ける形で割り振られた。例えば、アレックスはスペンサーに寵愛されたという設定から上位に位置付けられている一方、研究畑の人間ではないダニエルはマスターマインドたちの中では最も格下に位置付けられている。また、アネットは練習台という位置づけにあり、ゲーム内では最初から選択できることに加え、どのトラップカードもまんべんなく使えるようになっている。

### 登場人物（レジスタンス）

#### サバイバー
アンブレラに関することを知ってしまったことでアレックスの「実験」の被験者としてウイルスを投与された民間人たち。
アメリカのいろいろな地域から拉致されてきており、実験施設からの脱出を目指してマスターマインドが仕掛けた3つの試練に立ち向かう。
サミュエル・ジョーダン (Samuel Jordan)
声 - Clayton Froning / バトリ勝悟、モデル - ジミーキュー
褐色肌のニューヨーカー風の男性で21歳。元ボクサー。愛称は「サム」。
身長182cm、体重89.8kgと大柄めでガチムチ。アメリカのワシントン州出身。
役割は「アタッカー/近接」。特筆事項は移動速度が約10%他キャラより早い。
性格は喧嘩腰ではあるがお調子者気質。頭が悪いらしく、それをMMにいじられている。
タイマン戦闘はキャラ中一番強く、スキルでモリモリ回復するため、ゾンビより不死身なレベルになる。
試合による重傷でボクシング人生を絶たれ、人生の目標を失う（が、戦闘力が高いという謎）。
入院中、ある薬物が自分をリングに戻せるかもしれないと聞き、人体実験に志願。その後、消息不明となる。
タイマンは強いが、逆にスキルが自分強化の為、カメラやトラップ主体の相手には厳しく、集合して戦う場合は他のサバイバーほど活躍できないのが難点。
ジャニアリー・ヴァン・サント (January Van Sant)
声 - Melanie Minichino / 金田愛、モデル - シェリ・ニコール
21歳。優秀なハッカー。アメリカのニューヨーク出身。愛称は「ジャン」。
身長179cm、体重57kgと女性にしては背は大柄な方だが痩せ型。
役割は「サポート / ハッキング」。パンキッシュな見た目で一匹狼を気取り、言葉遣いが荒いが根は良い奴。
マスターマインドへの妨害工作を得意とするサポート寄りのキャラクター。
サポートキャラのため、近接モーションでナイフを逆手持ち、角材バットを振るなどするが、モーション・火力ともにオタクと同レベルである。
人付き合いを嫌うが、数名の記者とは利害関係が一致する仲であり、機密情報の提供や調査依頼を引き受けている。
『RE:3』本編の資料にも登場したタブロイド紙「ニュース・コメット」の記者経由の依頼でアンブレラ社とラクーン市警の違法事実を調査中に住処から姿を消した。
なお、スキン変更でミニスカにすると、対応がやたらかわいい。
非力でありスキルの使い方もタイミングを見る必要があるため、上級者向けのキャラである。また、スレイブ化できるダニエルとはやや相性が悪い。
ヴァレリー・ハーモン (Valerie Harmon)
声 - Alex Ryan / 鈴木陽斗実
1975年生まれの23歳。ラクーンシティの大学院生兼科学研究者。アメリカのカリフォルニア州出身。
見た目は地味めな三つ編みのメガネっ娘で身長161cm、体重47.1kgとサバイバーの中でいちばん小柄な体型。
自分に言い聞かせて奮い立つ系の臆病な性格で、少しずれた感性も併せ持つ。
役割は「サポート/回復」だが、実際はマルチロールでもある。
特筆事項はインベントリスロット+2、ドアに対する攻撃力が他キャラより低い。
フィーバースキルによる回復が非常に強力で、仲間が瀕死状態であっても瞬時に治療することができる上、効果範囲もかなり広い。そのため仮に複数人が瀕死状態になっていたとしてもヴァレリーが動ける状態であれば一瞬にして全員復活、ということもあるためMM側からしたらたまったものではない。このことからMMから真っ先に狙われるキャラクターでもある。また、荒事とは一番無縁であったためか、体力が全サバイバーの中で最低値かつ火力面でもあまり期待できない。しかし手榴弾を大量入手できたり、イエローハーブで耐久値を大幅に上昇させたりと使い方によっては最前線で戦える力強さを発揮することもある。が、それゆえに毎回アプデによる弱体化をくらうという悲しき事態になっている。
優秀な化学の成績からNEST2へのインターンが決まるが、ある研究計画に参加したルームメイトが突如記憶喪失となってしまい、その原因の調査を始めた彼女は拉致されてしまう。
タイロン・ヘンリー (Tyrone Henry)
声 - John Eric Bentley / 綿貫竜之介
1975年生まれの25歳。元消防隊員で消防司令補。米国フロリダ州出身。
身長188cm、体重95.7kgの大柄で筋肉質な身体の黒人。
役割は「タンク/アタッカー」で近接タイプに見えてタンク型であり、全サバイバー中TOPの高体力とトラップダメージ減少スキルも相まってチームの先頭に立つ盾の役割を果たしつつ、タイラントすら怯ませる蹴りなどを武器にする。
特筆事項はドアに対する攻撃力が他キャラより高く、ドア開けモーションが蹴りのため部屋に突っ込まない。
リーダーシップが高く頼れる男で、それ故に若くして消防司令補に就任。
アンブレラ社工場の火災に応援として向かった彼は火事場に入ろうとする姿を最後に消息不明となる。
死体が未発見にも拘らず、消防局は彼を殉職扱いとするが、実際には死んでおらず、実験に参加させられることになる。
上記から、アンブレラが市の消防局に圧力をかけたものと思われる。
ハンマー以外の近接武器は攻撃速度自体は優れているものの、モーションの都合で足元がお留守になりがちなためリッカーが苦手という部分はあるが、初心者が使いやすいキャラの一人。
ベッカ・ウーレット (Becca Woolett)
声 - タラ・サンズ / 依田菜津
1976年頃生まれの22歳。アメリカのテキサス州出身。身長176cm、60.7kg。
アークレイ山脈の自然保護官（パークレンジャー）でへそ出しルックにホットパンツで露出多めのセクシーな女性。
役割は「アタッカー/射撃」。特筆事項はサムと同じで移動速度が約10%他キャラより早い。
銃器の使用に特化したアタッカータイプといえる性能をしている。また、職業柄か意外と近接武器のモーションも悪くなかったりする。
基本的に銃器関するスキルしか無く銃器のみをしようすることになるので、高いAIM力と弾薬管理が必須になる。そしてスロースターターであるのが難点。
だが射撃攻撃の火力は高く、強い銃と十分な弾薬さえあれば純粋な火力や対クリーチャー戦闘力はトップクラスで、戦闘面におけるメインアタッカーになりえる。
そのため、MM側だと完全武装したベッカを下手に放置すると折角召喚したクリーチャーをサクッと処理されるため、脅威となり易い。
全体的に近接武器優遇なゲームシステムと相性が悪い不遇なキャラだが、ロケランやミニガンなどの強力武器を入手できれば無限弾薬で無双しまくることができる。
大自然の牧場で育つ。同じ自然保護官の叔父から射撃スキルを叩き込まれており、同僚の中でも特に銃の扱いに長けている。
仕事終わりに立ち寄ったバーで、森林にて悲鳴を聞いたとの通報を受けて現場に急行。そこで化け物のような野犬（ゾンビ犬）に襲われて気を失うが、感染はしなかったという幸運の持ち主。なお、目覚めたときには施設にいたため、倒れている間に運ばれた模様。
マーティン・サンドイッチ (Martin Sandwich)
声 - Nicolas Roye / 寺井大樹
1979年生まれでメンバーで一番若い19歳。アメリカのシカゴ出身。身長176cm、体重68kg。
医療設備会社勤務のメカニック（整備士）。
黒髪の癖毛が特徴で気弱そうな表情をしている。肝が小さいが、気が利く性格である。また、なにかと緊張感がない。
インテリにして機械含むオタクであり、「二次元彼女」が居たり、オタク故に台詞がやけに長かったりする。
役割は「サポート/トラップ」。ジャンやヴァレリーと同じで肉弾戦は苦手で打たれ弱く、足が遅い。
特筆事項はインベントリスロット+2、トラップを起爆させず解除することができる。
スペンサー記念病院の設備修理に派遣された後、地下室に秘められている違法実験室に気付き、自分がとんでもない所に来てしまったと気付いた時には既に遅く、拉致されて実験に巻き込まれてしまう事になった。
なお、ハーブを食べるたびに味の感想を言う美食家（？）的な部分があり、マーティンによるとグリーンハーブは抹茶味らしい。
ちなみに、スペンサー記念病院はRE3本編で登場し、ヴァレリーもNEST2でインターンするはずだった。
ジル・バレンタイン (Jill Valentine)
2020年4月17日に無料DLCにより追加。
23歳。元ラクーン市警特殊部隊「S.T.A.R.S」αチーム：RS。
本編とは異なり、アンブレラ社への告発準備を進めている最中に知らぬ間に実験施設へ拉致された。また、彼女の紹介文は本作が明晰夢世界か、もしくは自覚がないまま迷い込んだ並行世界を舞台にした本編前日譚であるように示唆される。
役割は「アタッカー/コンバット」。特筆事項はサム、ベッカと同じで移動速度が約10%他キャラより早い。
戦闘力はあるが、火力はボクサーと消防士には流石に劣る。
MMからは洋館事件の件で特別視されている他、ニコライやネメシスとは本編の因縁からか専用掛け合いが多い。
なお、自分で「鍵開けの天才」と言いながらドアにタックルをするという、一発ギャグのような行動をすることがある。
本編同様の「回避」をパーソナルスキルとして使えるほか、フィーバースキルの「S.T.A.R.S.装備」でHOT DOGGER、サムライエッジ（Lホーク並みの威力を持つ）、四連装ロケットランチャーを使用可能。
良くも悪くもフィーバースキルに依存したキャラであり、構成を始め使い手の腕が問われるキャラであり、総合的に扱いが難しい。

#### マスターマインド
アレックスの実験（極限状況下における恐怖への対処に関するデータ採取）を執り行うアンブレラ社の人間。
サバイバーと直接対峙することは無いが、監視カメラ越しにクリーチャーや罠を仕掛けて彼らの脱出を阻む。
ダニエル・ファブロン (Daniel Fabron)
声 - Kaiser Johnson / 白熊寛嗣
本作オリジナルキャラでスペンサーに雇われたフィクサーの白人男性。
フランス語が時折交じることから、フランス系と思われる。
本作の被験者たちの拉致や実験場を用意した片づけ屋。
グラサンにオールバックで決めた容姿でヴァレリー曰く「90年代の悪人みたいな喋り方」をしている。
ゲーム感覚で実験に参加しているという言葉の通り、ゾンビに名前を付ける、生前の名前で呼ぶ、仕掛けてもいないブービートラップの存在を示唆して脅すなど、被験者を煽るようなおちゃらけた言葉を見せながらも、こっちはもてなしてるんだとキレる、第一エリアで力尽きそうになるとこんなに用意する必要なんかなかったとキレる、おせえぞおおおおおおお！！！と叫ぶなど情緒不安定な言動をしている。
また、負けた時に癇癪を起こす他のMMと違い、セリフに妙な大物感がある。スペンサー直々の命により、アレックス・ウェスカーの研究をサポートする。
マスターマインド自らがゾンビを操作出来る「スレイブ」を強化し、サバイバーを直接攻撃して交戦する事に特化している。アルティメットスキルはB.O.W.「タイラント」。
ちなみに、ジルからは「貴方はアンブレラから裏切られる」と宣告される。
アネット・バーキン (Annette Birkin)
声 - カレン・ストラスマン / 林真理花
アンブレラ社の主任研究員。
G-ウィルスの開発者であるウィリアム・バーキンの妻で、シェリー・バーキンの母親。
実績をアレックスに認められ実験に加わる事となる。他のマスターマインドと違いサバイバー達に対し多少の罪悪感を抱いているが研究の為と冷酷に実験を進める。
容姿は『バイオハザード RE:2』と同じ。
クリーチャーの強化や配置コストの削減によって大量の強力なクリーチャーを使役しサバイバーを追い詰める事に特化している。
アルティメットスキルはB.O.W.と化した夫「G-バーキン」。
アレックス・ウェスカー (Alex Wesker)
声 - メアリー・エリザベス・マクグリン / 深見梨加
「ウェスカー計画」における第一次候補者の12番目にあたる人物で、「実験」の責任者を務める天才科学者。
『バイオハザード リベレーションズ2』と容姿は異なり、ショートヘアになっている。
一定間隔で激しく咳き込み数秒間の行動不能とダメージを負う状態異常「感染」と各種様々なトラップに特化している。
アルティメットスキルは独自開発した巨大な食人植物の生物兵器「ヤテベオ」。
オズウェル・E・スペンサー (Oswell E. Spencer)
声 - Time Winters / 二又一成
アンブレラグループ総帥。「退屈しのぎ」という目的のために実験に参加。
構成内容は既存のマスターマインド達の複合に近いが、独自要素としてドアのロックを強固にしてチームを分断したり、クリーチャーを無敵化させる照射器を監視カメラに設置したりと環境強化に特化している。
アルティメットスキルは触れると大ダメージを受ける「分解フィールド」。
ニコライ・ジノビエフ (Nicholai Ginovaef)
声 - ニール・ニューボン / 三宅健太
5月15日に追加。U.B.C.S.デルタ小隊B分隊隊長。
多額の報酬と引き換えに今回の実験に参加。
監視カメラをガンカメラ化しマシンガンや単発弾などの実弾や粘着弾風圧弾などでサバイバーを直接攻撃する事に特化している。
アルティメットスキルは追跡者「ネメシス」。

### 登場クリーチャー（レジスタンス）
ゾンビ (Zombie)
通常のゾンビ。
爪での引っ掻きや、噛み付きによる攻撃をする。
這いずりゾンビ
床を這ってサバイバーの足元に噛み付き攻撃する。
肥大ゾンビ
肥満体型のゾンビ。
通常のゾンビよりも体力が高い。
リッカー (Licker)
体力が高く、発達した爪や舌で素早い攻撃を繰り出す。
ゾンビ犬 (Zombie Dog)
周囲を走りながら素早い攻撃を繰り出す。
イビー (Ivy)
身体中が植物で覆われている人間のような見た目をしている。
縦に開く口での噛みつきによってサバイバーを即死させることができる。全身にある種を破壊することで一時的に無力化できるが、時間が経過すると復活する。完全に無力化するには燃焼効果のある武器で燃やす必要がある。
アーマーゾンビ
体の一部、または全身にアーマーを装備したゾンビ。
アーマーを装備した部分は銃弾による攻撃が効かないが、共通して背中には攻撃が効くようになっている。
カジノゾンビ
頭にリボンを付けた女性ディーラーのゾンビ。「切り裂き」によってサバイバーに飛びかかり、爪で複数回攻撃したあとに噛み付く。
その際にサバイバーのアンブレラクレジットを奪うことができる。
生前の職だったのか、実験場の内装に合わせてコスプレされたのかは、後述のピエロゾンビも含めて不明。
ピエロゾンビ
名の通りピエロメイクと衣装をした男性ゾンビ。「咆哮」によってサバイバーを一時的に足止めすることができる。
破裂ゾンビ
引っ掻き攻撃をする、もしくはサバイバーから攻撃を受けると自爆し周囲を巻き込んでダメージを与える。
また起き上がるのは非常に遅いが、移動速度は速くなっている。
モノマネゾンビ
スレイブ化しているクリーチャーと同じ動きをするゾンビ。
スレイブとシンクロするのでなく、あくまでこのクリーチャー単体でスレイブ化しているときと同じような動きをする。
タイラント (Tyrant)
アンブレラが開発したB.O.W.。
素手による打撃や突進によって攻撃する。また、頭を握り潰し即死させることができる。
容姿は『RE:2』と同じ。
G-バーキン (G-Birkin)
ウィリアム・バーキンが自身にG-ウイルスを投与し変異した姿。
鉄パイプを振り回して攻撃する。また、頭を握りつぶし即死させることができる。この際頭を複数回地面に叩きつけるため途中で解除された場合もダメージを与えることができるが、その分タイラントやヤテベオよりも完了までに時間がかかる。
容姿は『RE:2』と同じ。
ヤテベオ (Yateveo)
アレックス・ウェスカーが独自開発した食人植物。
中央アメリカと南アメリカの一部に生息すると言われた食人植物ヤ＝テ＝ベオ (Ya-te-veo)が由来。名前の意味はスペイン語で「私はすでにあなたを見ている」。
粘液や触手でサバイバーの足止めをしたり、サバイバーを丸呑みにし即死させることができる。
ネメシス (Nemesis)
アンブレラが開発したB.O.W.。
咆哮でサバイバーを怯ませたり、素手による打撃や触手を使った攻撃をする。また、ロケットランチャーを使用することもできる。
容姿は『RE:3』と同じ。

## 評価・受賞歴

### 発売前の評価
『ファミ通』のゴジラ太田は東京ゲームショウ2019で出展された試遊版「レジスタンス」のマスターマインド側について、自由度が高くて遊びやすく、サバイバー側を掌で転がす感覚が楽しめると評価している。太田はサバイバー側のプレイ感覚が『バイオハザード アウトブレイク』に似ていると述べ、協力を前提としたプレイを楽しめると評価している。また、『ファミ通』1636号のクロスレビューでは、レビュアーの4人全員が9点をつけ合計40点満点中36点でプラチナ殿堂入りを果たした。
『WIRED』のイギリス版は、新型コロナウイルス感染症の流行の真っ最中に発売したことに対して、「『バイオハザード RE:3』のような“パンデミック観”の作品は、もう生まれないかもしれない」と題した記事を掲載した。人々が暴徒化するなどの描写は、現実的ではないと評している。

### 受賞
- 日本ゲーム大賞2019 - フューチャー部門[注 5][36]
- PlayStation Partner Awards 2020 Japan Asia - PARTNER AWARD[37]
- 価格.comプロダクトアワード2020 - ゲーム部門 プレイステーション4(PS4) ソフト 金賞[注 6][38]
- 日本ゲーム大賞2021 - 年間作品部門 優秀賞[39]